# Cerkiew św. Nikity Nowogrodzkiego w Tule
Cerkiew św. Nikity Nowogrodzkiego (ros. Храм Никиты Новгородского) – zrujnowana cerkiew prawosławna w Tule. 
Pierwsza cerkiew na tym miejscu została wzniesiona w 1629 z drewna i nosiła wezwanie św. Aleksego i św. Nikity Męczennika. Kolejny budynek tego typu powstał w 1704, obecny obiekt pochodzi z 1820. 
Cerkiew została zamknięta po rewolucji październikowej i obecnie jest całkowicie zrujnowana, nie posiada właściciela. 